# Liste der hanseatischen Gesandten in Preußen

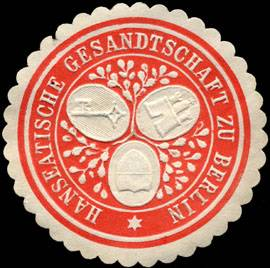
Siegelmarke der Hanseatischen Gesandtschaft

Dies ist eine Liste der hanseatischen Gesandten in Preußen (1819–1933).

## Geschichte
1819 wurde der erste hamburgische Ministerresident in Berlin ernannt. 1859 wurde die Hamburgische Residentur auf Vorschlag des hamburgischen Geschäftsträgers Dr. Geffcken in die Hanseatische Gesandtschaft zur gemeinsamen diplomatischen Vertretung der drei Hansestädte Bremen, Hamburg und Lübeck am preußischen Hof umgewandelt. Sie lag in der Tiergartenstraße 17a. Gegen Ende des 19. Jahrhunderts wurde die Gesandtschaft in Vertretung der Hansestädte beim Reich umbenannt. Die Neuordnung der Beziehungen der deutschen Länder nach der Reichsverfassung von 1919 führte zur Auflösung der Hanseatischen Gesandtschaft am 30. Juni 1920. Es hat eine provisorische Vertretung Hamburgs in Berlin gegeben. Ab 1925 amtierte ein Gesandter ständig in Berlin. Im Februar 1934 wurde die Gesandtschaft in Geschäftsstelle Berlin des Hamburgischen Staatsamts umbenannt, im  April 1934 wurde sie Vertretung Hamburgs in Berlin umbenannt. Sie bestand bis Mai 1945.
Die Gesandten waren zumeist stellvertretende Stimmführer nach den Bürgermeistern im Reichsrat. Neben der Gesandtschaft in Berlin bestanden auch zeitweilig hamburgerische Konsulate in Stettin (1842–1876), Stralsund (1845–1876), Elbing (1845–1876), Königsberg i. Pr. (1857–1876), Danzig (1857–1876) und Memel (1859–1876).
1949 wurden die Vertretungen für die Länder Hamburg und Bremen als Vertretung der Freien und Hansestadt Hamburg beim Bund und Vertretung des Landes Bremen beim Bund neu gegründet.

## Gesandte

### Hanseatische außerordentliche Gesandte der Hansestädte

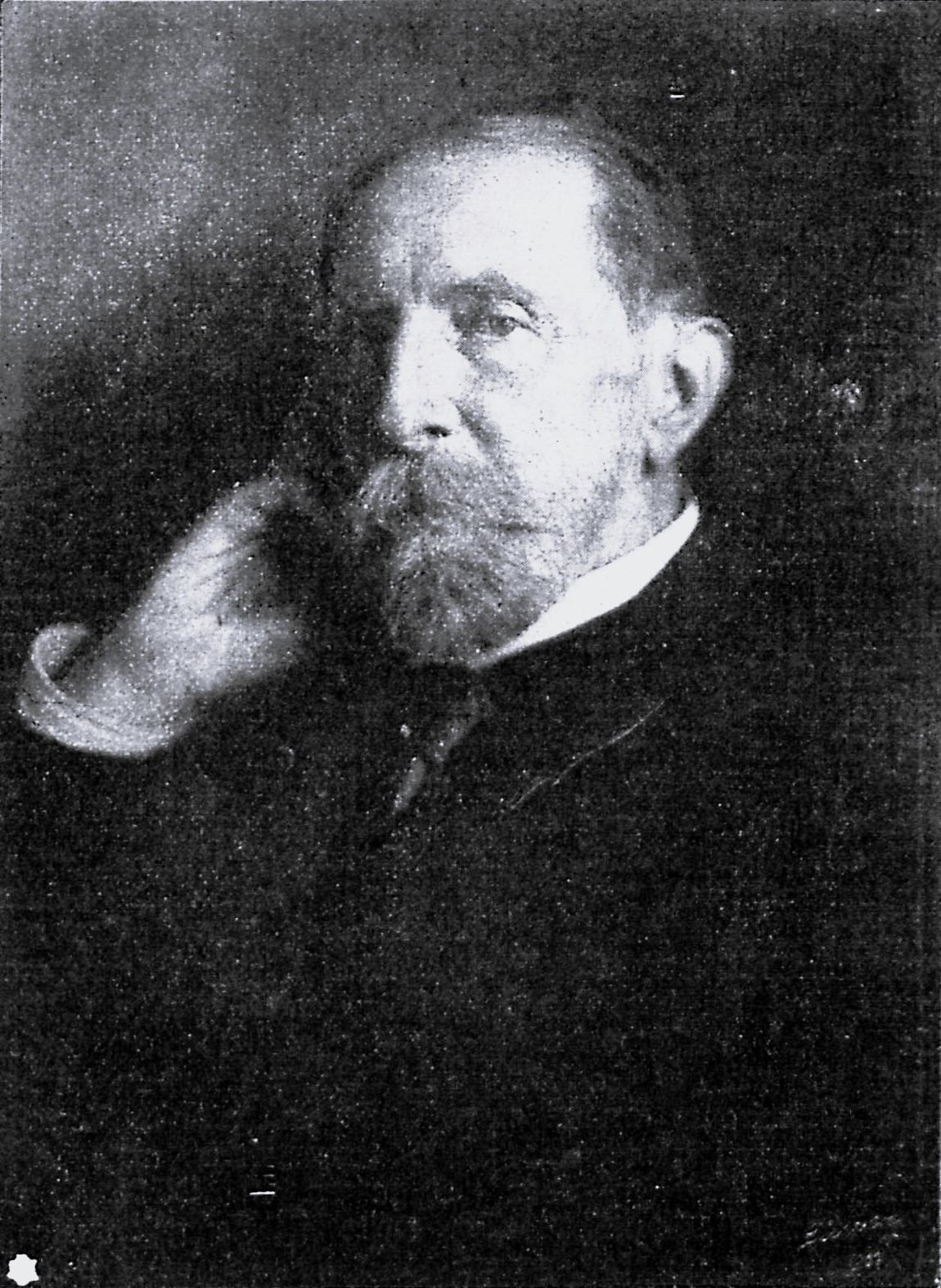
Karl Peter Klügmann

- 1866–1895: Daniel Christian Friedrich Krüger (1819–1896)
- 1895–1913: Karl Peter Klügmann (1835–1915)
- 1913–1918: Karl Sieveking (1863–1932)

### Hamburger Gesandte
1819: Aufnahme diplomatischer Beziehungen
- 1819–1823: Johann Martin Lappenberg (1794–1865)
- 1823–1827: vakant
- 1827–1840: Ludwig August von Rebeur
- 1840–1848: Carl Godeffroy (1787–1848)
- 1848–1850: vakant
- 1851–1852: Carl Wilhelm Theremin (1784–1852)
- 1852–1856: Alfred Rücker (1825–1869)
- 1856–1866: Friedrich Heinrich Geffcken (1830–1896)
- 1866–1918: Hanseatische außerordentliche Gesandte der Hansestädte
- 1919–1920: Karl Sieveking (1863–1932)
- 1920–1930: Justus Strandes (1859–1930)
- 1930–1933: Carl Anton Piper (1874–1938)

1933: Auflösung der Gesandtschaft

### Bremer Gesandte
1859: Aufnahme diplomatischer Beziehungen
1859–1918: siehe „Hanseatische außerordentliche Gesandte der Hansestädte“
- 1919–1932: Friedrich Nebelthau (1863–1947)

1932–1933: siehe Hamburger Gesandte

### Lübecker Gesandte
1815–1919: keine eigenen diplomatischen Beziehungen
- 1919–1933: Ernst Meyer-Lüerssen (1870–1940)
- 1933–1937: Werner Daitz (1884–1945), ab 1938–1945 Vertreter der Provinz Schleswig-Holstein in Berlin